# Huaneng Power International
Huaneng Power International (HPI) ist ein chinesisches Unternehmen mit Firmensitz in Peking. Das Unternehmen produziert und verkauft Strom an seine Kunden in China und Singapur. HPI war 2009 das Energieunternehmen mit den weltweit höchsten CO2-Emissionen.

## Kraftwerke in China
HPI betreibt in China dutzende Kraftwerke mit einer installierten Leistung von 66.888 MW (Stand 30. Juni 2014). Im ersten Halbjahr 2014 erzeugten die Kraftwerke 151,739 Mrd. kWh.
Mitte Dezember 2021 hatte das Unternehmen in der Nähe von Qinggang ein Photovoltaikkraftwerk im Wattenmeer mit einer Leistung von 130 MW in Betrieb genommen. Im Januar 2022 hat das Unternehmen die größte schwimmende Photovoltaikanlage (englisch „floating solar“) der Welt in Betrieb genommen. Die Anlage in Dezhou in der chinesischen Provinz Shandong gut 300 km südlich von Peking liegt auf einem Stausee und hat eine Leistung von 320 MW. Das Kraftwerk hat die größte einzelne Kapazität eines Photovoltaikkraftwerks an einem eigenen Standort auf einem Gewässer. In der Nähe erzeugt ein Windpark an Land 100 MW Leistung, dazu kommt ein 8-MWh-Energiespeicher. Pro Jahr sollen dort 550 Millionen kWh Strom erzeugt werden.

## Auslandsbeteiligungen
HPI hält in Singapur 100 % der Anteile an SinoSing Power Pte Ltd, der wiederum die Tuas Power Pte Ltd (TP) zu 100 % gehört. TP ist einer der größten Energieversorger in Singapur.

## Anteilseigner
Das Grundkapital von HPI ist in insgesamt rund 14 Mrd. Aktien unterteilt, von denen 10,5 Mrd. (74,70 %) inländische und 3.555.383.44 (25,30 %) ausländische Aktien sind. Die drei größten Anteilseigner sind (Stand 2013):
| Firma                                                       | Anzahl Aktien | Prozent |
| ----------------------------------------------------------- | ------------- | ------- |
| Huaneng International Power Development Corporation (HIPDC) | 5.066.662.118 | 36,05   |
| HKSCC Nominees Limited                                      | 2.908.932.857 | 20,70   |
| China Huaneng Group (CHNG)                                  | 1.561.371.213 | 11,11   |

Der Vorstand von HPI sieht HIPDC und (übergeordnet) CHNG als die Muttergesellschaft an. CHNG ist mit 51,98 % direkt an HIPDC beteiligt.

## Umweltbelastung
Anlässlich der UN-Klimakonferenz im Jahr 2021 wurde festgestellt, dass Huaneng Power jährlich 317 Millionen Tonnen CO₂ ausstößt.